# Drosophila pseudodenticulata
Drosophila pseudodenticulata är en tvåvingeart som beskrevs av Hajimu Takada och Momma 1975. Drosophila pseudodenticulata ingår i släktet Drosophila och familjen daggflugor.
Artens utbredningsområde är Malaysia.